# (468) Lina
(468) Lina – planetoida z pasa głównego asteroid.

## Odkrycie
Została odkryta 18 stycznia 1901 roku w Landessternwarte Heidelberg-Königstuhl w Heidelbergu przez Maxa Wolfa. Nazwa planetoidy pochodzi od imienia pokojówki odkrywcy. Przed nadaniem nazwy planetoida nosiła oznaczenie tymczasowe (468) 1901 FZ.

## Orbita
(468) Lina okrążająca Słońce w ciągu 5 lat i 199 dni w średniej odległości 3,13 j.a. (468) Lina należy do planetoid z rodziny Themis.